# 쑹쯔시

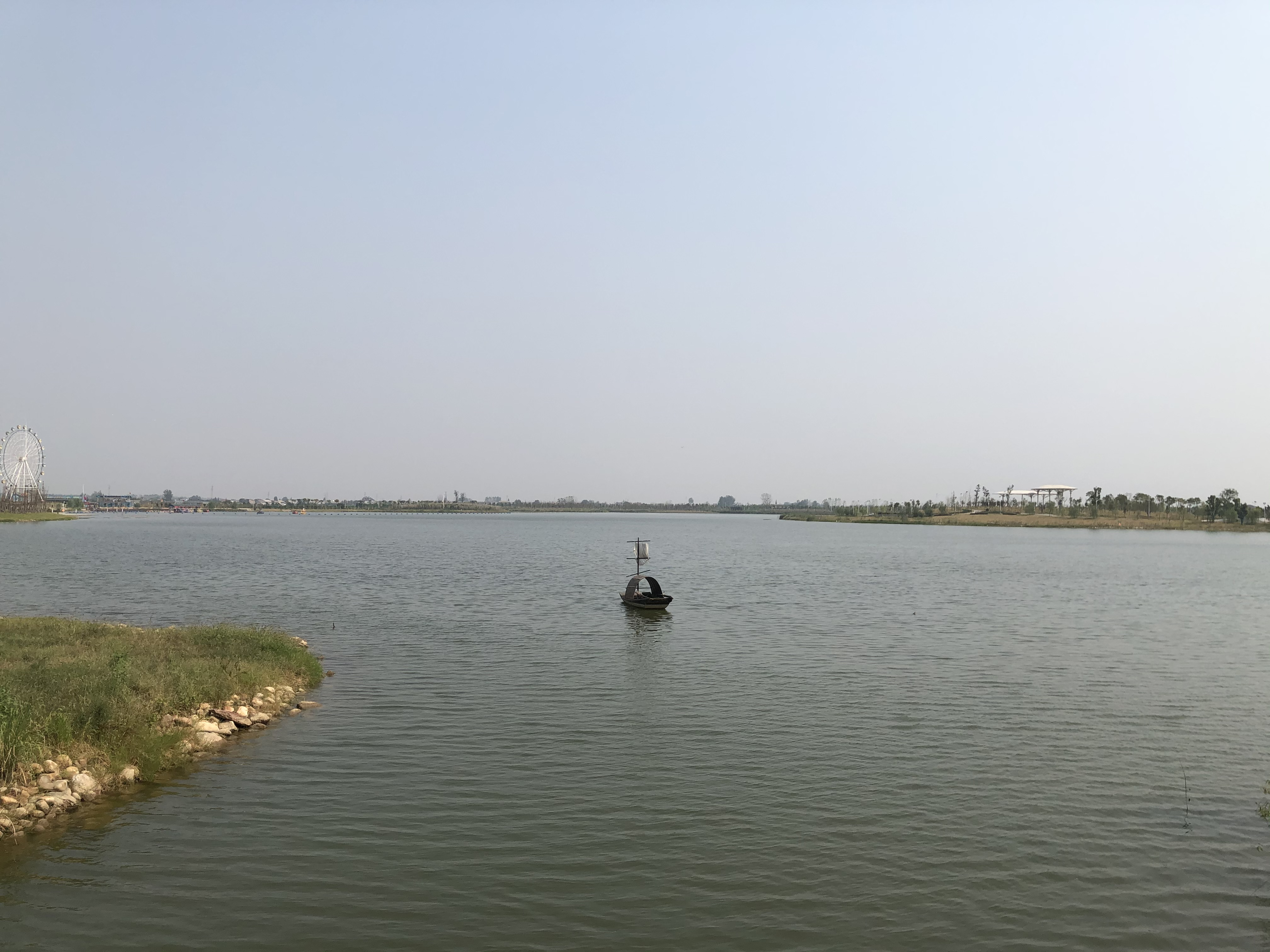

쑹쯔시(한국어: 송자시, 중국어: 松滋市, 병음: Sōngzī Shì)는 중화인민공화국 후베이성 이창 시의 현급 행정구역이다. 넓이는 2,235km2이고, 인구는 2007년 기준으로 840,000명이다.
아름다운 풍경과 풍부한 자원, 많은 생산품, 부유한 사람들과 함께 쑹쯔는 "진쑹쯔(金松滋)"라는 명성을 얻고 있다.

## 지리
동경 110º14′—112º03, 북위 29º53′—30º22에 위치하고 동서 길이는 77km, 남북 길이는 55km이고 총 면적은 2,235km2, 경작 가능한 면적은 923,000무이다. 징한 평원에 위치하고 동쪽으로 징저우 시, 궁안 현, 서쪽으로 이두 시, 우펑 투자족 자치현, 남쪽으로 후난성 스먼 현, 북쪽으로 즈장 시와 접한다. 자오류(焦柳) 철도와 장강의 교차점에 위치하여 공업, 농업, 상업, 무역과 관광업이 융성하는 신흥 번영 도시이다.
쑹쯔는 비옥한 토양, 풍부한 자원, 온화한 기후, 적당한 강수량과 같은 우수한 자연 조건을 가지고 있다. 다양한 풍경이 있는 아름다운 산과 강이 있다. 산, 언덕, 고원, 평원이 서로 연결되어있고 "6할의 언덕과 1할의 물, 3할의 농지"로 이루어져있다. 기후는 온난습윤기후이다. 연평균 기온은 16.5 °C이고 무상일수는 232~301일 사이다. 연 일조시간은 1,600~1,900시간이다. 연평균 강수량은 1,200mm이다.

### 기후
| Songzi (1981−2010)의 기후                      | Songzi (1981−2010)의 기후 | Songzi (1981−2010)의 기후 | Songzi (1981−2010)의 기후 | Songzi (1981−2010)의 기후 | Songzi (1981−2010)의 기후 | Songzi (1981−2010)의 기후 | Songzi (1981−2010)의 기후 | Songzi (1981−2010)의 기후 | Songzi (1981−2010)의 기후 | Songzi (1981−2010)의 기후 | Songzi (1981−2010)의 기후 | Songzi (1981−2010)의 기후 | Songzi (1981−2010)의 기후 |
| 월                                             | 1월                       | 2월                       | 3월                       | 4월                       | 5월                       | 6월                       | 7월                       | 8월                       | 9월                       | 10월                      | 11월                      | 12월                      | 연간                      |
| ---------------------------------------------- | ------------------------- | ------------------------- | ------------------------- | ------------------------- | ------------------------- | ------------------------- | ------------------------- | ------------------------- | ------------------------- | ------------------------- | ------------------------- | ------------------------- | ------------------------- |
| 역대 최고 기온 °C (°F)                         | 20.9 (69.6)               | 28.4 (83.1)               | 31.4 (88.5)               | 35.2 (95.4)               | 36.8 (98.2)               | 37.7 (99.9)               | 39.7 (103.5)              | 39.5 (103.1)              | 38.0 (100.4)              | 34.2 (93.6)               | 30.2 (86.4)               | 22.8 (73.0)               | 39.7 (103.5)              |
| 일평균 최고 기온 °C (°F)                       | 8.0 (46.4)                | 10.5 (50.9)               | 15.0 (59.0)               | 21.6 (70.9)               | 26.7 (80.1)               | 29.7 (85.5)               | 32.2 (90.0)               | 31.6 (88.9)               | 27.8 (82.0)               | 22.4 (72.3)               | 16.5 (61.7)               | 10.6 (51.1)               | 21.1 (69.9)               |
| 일일 평균 기온 °C (°F)                         | 4.7 (40.5)                | 6.9 (44.4)                | 11.0 (51.8)               | 17.2 (63.0)               | 22.2 (72.0)               | 25.6 (78.1)               | 28.1 (82.6)               | 27.6 (81.7)               | 23.6 (74.5)               | 18.3 (64.9)               | 12.5 (54.5)               | 7.0 (44.6)                | 17.1 (62.7)               |
| 일평균 최저 기온 °C (°F)                       | 2.0 (35.6)                | 4.1 (39.4)                | 7.7 (45.9)                | 13.7 (56.7)               | 18.6 (65.5)               | 22.3 (72.1)               | 24.9 (76.8)               | 24.5 (76.1)               | 20.5 (68.9)               | 15.2 (59.4)               | 9.5 (49.1)                | 4.2 (39.6)                | 13.9 (57.1)               |
| 역대 최저 기온 °C (°F)                         | −5.4 (22.3)               | −4.1 (24.6)               | −1.2 (29.8)               | 1.7 (35.1)                | 10.3 (50.5)               | 15.0 (59.0)               | 18.7 (65.7)               | 16.4 (61.5)               | 11.3 (52.3)               | 3.8 (38.8)                | −0.7 (30.7)               | −6.2 (20.8)               | −6.2 (20.8)               |
| 평균 강수량 mm (인치)                          | 34.9 (1.37)               | 53.9 (2.12)               | 74.5 (2.93)               | 129.2 (5.09)              | 148.5 (5.85)              | 172.1 (6.78)              | 206.0 (8.11)              | 146.6 (5.77)              | 72.0 (2.83)               | 78.2 (3.08)               | 61.9 (2.44)               | 26.4 (1.04)               | 1,204.2 (47.41)           |
| 평균 상대 습도 (%)                             | 74                        | 74                        | 75                        | 75                        | 74                        | 78                        | 80                        | 79                        | 74                        | 74                        | 73                        | 72                        | 75                        |
| 출처: China Meteorological Data Service Center |                           |                           |                           |                           |                           |                           |                           |                           |                           |                           |                           |                           |                           |

## 역사
전국시대에 쑹쯔는 초나라의 형주(荊州)의 관할이었고 진나라 때는 남군(南郡)에 속했다. 전한 때인 BC202년에 이곳에 고성(高成)이라는 이름의 현이 설치되었다. 후한 때인 30년에 고성현은 해체되고 잔릉(오늘날의 (궁안 현))에 합쳐졌다.
삼국시대에는 오나라의 영토였고 잔릉(孱陵)의 관할이었다. 동진 때인 337년에 북방의 전쟁을 피해 온 피난민들이 노강군(廬江郡)의 송자로 이주하였고 이곳에 송자현이 설치되었다.
현은 1600년 동안 지속되었고 오늘날까지 계속되었다. 1995년에 현급시로 승격되었다. 시청 소재지는 1945년 9월 이래로 신장커우 진(新江口镇)이다.

## 경제
쑹쯔는 농업 발전에 아주 적합하다. 이미 웨이수이 쏘가리(洈水鳜鱼), 마수이 자몽(麻水蜜柚), 상밍 표 감귤(上明牌柑桔), 바다오 면화(八宝棉) 등과 같은 유명한 제품들이 있다. 면화와 축산품(소고기, 돼지고기, 양고기)은 쑹즈를 중국 100대 현과 도시 안에 오르게 만들었다. 도시는 국가에 의해 상업성 곡물, 양질의 면화, 창강 중상류 과일 개발 기지로 명명되었다.
쑹쯔는 지하자원이 풍부하다. 개발 가능한 것들로 원유, 석탄, 암염, 중정석, 석회암 등 총 22가지가 있다. 쑹쯔는 후베이 성의 중요한 석탄과 시멘트 생산지가 되었다.
쑹쯔는 상대적으로 좋은 산업 기반을 갖추고 있고 주로 10개의 산업-광업, 야금, 유리와 도자기, 방직, 전등, 양조, 화학, 토목, 기계, 건자재, 제지업-을 뼈대로 하고 있다. 이곳은 후베이 성의 경공업 기반이다.
후베이 성의 유명한 포도주인 바이윈볜(白云边)의 주요 기업이 쑹쯔에 있다. 바이윈볜 주는 중국을 대표하는 혼합향 주로 그 향은 마오타이주와 비슷하다.

## 행정 구역
14개 진, 1개 향, 1개 민족향을 관할한다.
- 진: 新江口镇 , 南海镇 , 八宝镇 , 涴市镇 , 老城镇 , 陈店镇 , 王家桥镇 , 斯家场镇 , 杨林市镇 , 纸厂河镇 , 街河市镇 , 洈水镇 , 刘家场镇 , 沙道观镇
- 향: 万家乡
- 민족향: 卸甲坪土家族乡